# جين هاينز
جين هاينز (بالإنجليزية: Jeanne Hines)‏ (1922، فيرجينيا الغربية في الولايات المتحدة - 23 أغسطس 2014)؛ كاتِبة وروائية أمريكية.